# Gelis pezomachorum
Gelis pezomachorum är en stekelart som först beskrevs av Julius Theodor Christian Ratzeburg 1852.  Gelis pezomachorum ingår i släktet Gelis och familjen brokparasitsteklar. Inga underarter finns listade i Catalogue of Life.